# André Van Lysebeth
André Van Lysebeth (11 november 1919 - Perpignan 28 januari 2004) was een Belgische leraar hatha yoga in Brussel.
Van Lysebeth verbleef enkele malen in India om zijn kennis van yoga uit te breiden. Tijdens zijn verblijf in april 1963 ontmoette hij in het Noord-Indiase Rishikesh Swami Sivananda, een groot voorbeeld voor hem. In 1964 bracht hij twee maanden door bij Pattabhi Jois. Beide meesters beoefenden vooral de asanas van ashtanga vinyasa yoga (poweryoga).
In 1969 schreef hij het boek met de titel J'apprends le Yoga dat in het Engels vertaald werd naar Yoga Self-Taught. Deze vertaling luidde het begin in van het contact van het Westen met ashtanga vinyasa yoga. Het boek werd in vijftien talen gepubliceerd. André Van Lysebeth presenteerde yoga op een gedetailleerde manier, door in te gaan op de effecten van elke asana. Hij beschreef verder de ongezonde westerse gewoonten, zoals verkeerde eetgewoonten en slapeloosheid en probeerde er oplossingen voor aan te reiken.
France Hardy interviewde Van Lysebeth begin jaren vijftig voor een tv-programma over yoga, wat hem in één keer bekend maakte bij het Belgische publiek. Gedurende dertig jaar was hij de hoofdredacteur van het Belgische magazine Yoga.